# 614

## Nașteri
- dată necunoscută: Aisha bint Abi Bakr  (d. 678)

## Decese
- dată necunoscută: Alipie Stâlpnicul  (n. ?)